# 斉藤南北
斉藤 南北（さいとう なんぼく、本名：斉藤国保、1925年 - 2015年1月16日）は、福岡県出身の水墨画家。

## 人物
幼少から書道、日本画、油彩画を学んだ。大学卒業後化学薬品会社の日本化薬(株)に就職したが、その後上京し国分寺美術研究所で油彩画を研究。また水墨画を河合墨雪に師事、書を狩田巻山に師事した。
それらの鍛錬の結果水墨画の世界に境地を切り開き水墨画作家となる。近代感覚を採り入れた画風により大作から掛け軸など多くの作品を残す。全国の文化教室などで指導者として活躍し多くの新進水墨画家を育てた。個展を7回開催。内閣総理大臣賞受賞。出版物多数。
南北墨画会長、西日本墨技学院院長、国際書画連盟副会長、全国水墨画普及協会理事。
2015年1月16日、肺炎のため死去。

## 経歴
- 八幡大学法経学部Ⅱ部法律学科卒業[2]
- 九州国際大学大学院企業政策研究科修了

## 著書
- 『付立法のすべて』
- 『初めての水墨画』
- 『水墨画の描法シリーズ』
- 『臨画手本集』
- 『水墨画制作ハンドブック』
- 『水墨画技法大全 上・下巻』